# 3 October Vereeniging Leiden

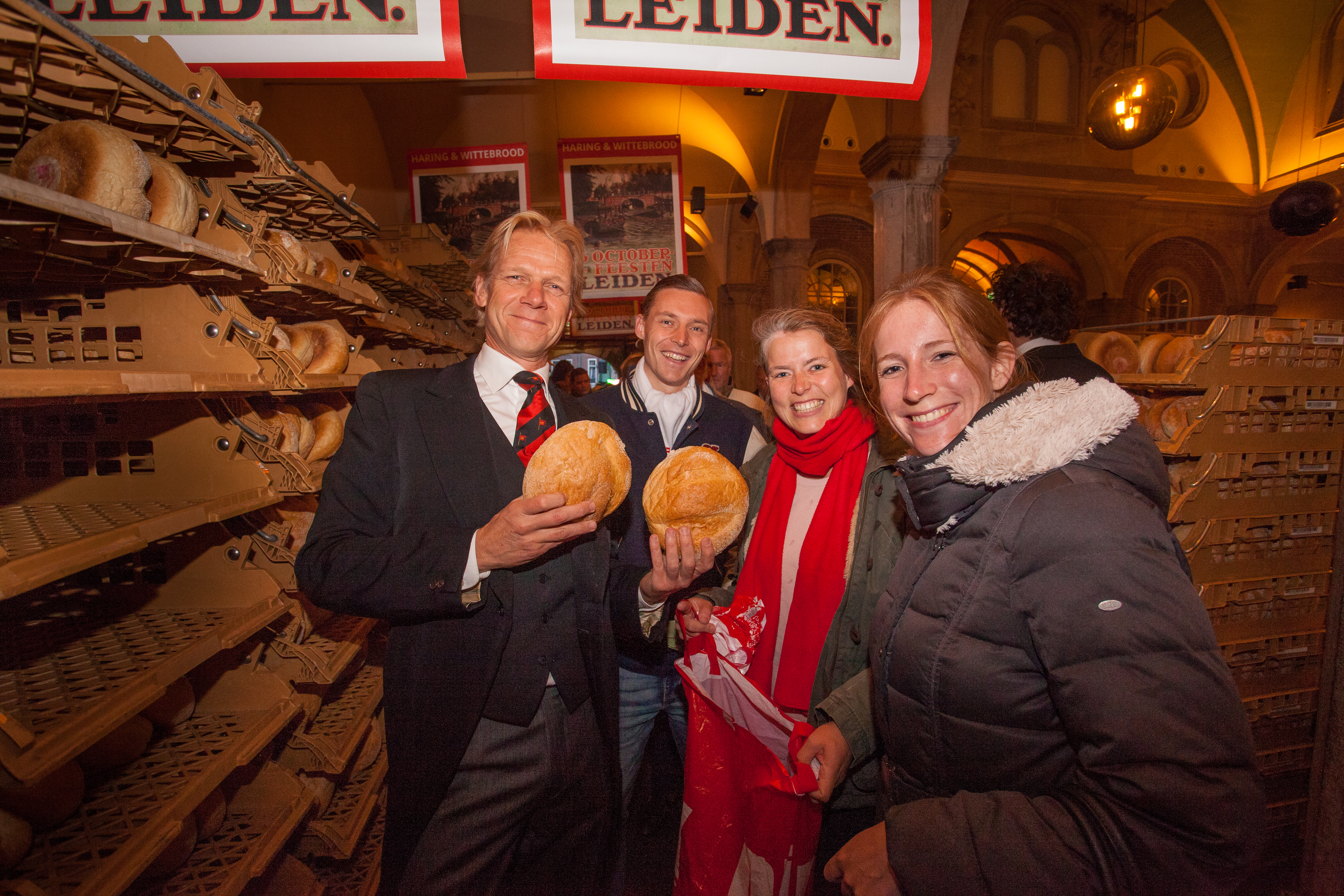
Uitreiking Haring en Wittebrood in de Waag (Leiden) tijdens de viering van Leidens Ontzet

De 3 October Vereeniging Leiden is een Leidse vereniging die activiteiten organiseert rondom de jaarlijkse herdenking en viering (het 3 oktoberfeest) van het beleg en ontzet van Leiden.
De Vereeniging is opgericht op 13 mei 1886 en telt ruim 21.500 leden.

## Geschiedenis
Na het Ontzet van leiden 3 oktober 1574 werd deze gebeurtenis jaarlijks spontaan gevierd door de Leidse bevolking. Net als in 1574 werd elk jaar een dankdienst gehouden in de Pieterskerk.
Toen dit in de 19e eeuw minder begon te worden werd op initiatief van het Leids Studenten Corps op 13 mei 1886 de 3 October Vereeniging opgericht. Sindsdien is de Vereeniging verantwoordelijk voor een groot deel van de organisatie van het volksfeest ter herinnering aan het Leidens ontzet.
In 1986 werd het honderdjarig bestaan gevierd met onder andere een postkoetsenrace van Groningen, via Alkmaar naar Leiden.
Met deze steden worden warme banden onderhouden vanwege de vergelijkbare feesten die hier worden gehouden.
Op 27 juni 2019 is door het Kenniscentrum Immaterieel Erfgoed Nederland bekendgemaakt dat Leidens Ontzet als immaterieel erfgoed wordt bijgeschreven in de Inventaris Immaterieel Erfgoed Nederland.

## Bestuur en commissies
De vereniging bestaat uit zo’n honderd vrijwilligers, georganiseerd in een bestuur, bestaande uit de voorzitters van de commissies die verantwoordelijk zijn voor de diverse onderdelen van de organisatie. Daarnaast wordt er nauw samengewerkt met de gemeente Leiden, buurgemeenten, politie en overige hulpdiensten en met maatschappelijke organisaties in en om Leiden. Aan de organisatie van de viering werken ongeveer 300 mensen mee. Zij worden ondersteund door zo’n 3000 mensen, zoals figuranten bij de optocht, leden van de sportverenigingen bij de taptoe en studenten bij het polsstokverspringen. Ook de Praeses Collegii van LSV Minerva is traditioneel een bestuurslid.
Tot mei 2012 was Els van Eijck van Heslinga voorzitter van de 3 October Vereeniging, in 2018 werd zij opgevolgd door Michiel Zonnevylle en sinds 2018 is Rik Kamps voorzitter. Van oudsher wordt de burgemeester van Leiden benoemd tot erevoorzitter van de 3 October Vereeniging.

## Activiteiten
Jaarlijks terugkerende activiteiten die worden georganiseerd door de 3 October Vereeniging zijn:

### Voorafgaand aan 3 oktober
- Uitgeven van de Feestwijzer met het programma (een maand voor 3 oktober. Sinds 1886)
- Intocht van de Geuzen (om 15u74) en inschrijving uitreiking haring en wittebrood en hutspotmaaltijd in de Waag (derde donderdag in september)
- Pleintaptoe op de Garenmarkt met diverse showbands, waaronder vaak Kunst en Genoegen (K&G) (wisselende datum, vaak de zaterdag in de week voor 3 oktober. Sinds 1986)
- Historische lezing in het Academiegebouw van de Universiteit Leiden (zondag voor 3 oktober. Sinds 1997[2])
- Minikoraal voor basisschoolleerlingen op het Garenmarktplein (wisselende datum, vaak 1 oktober. Sinds 1993)
- Pieter van der Werffestival voor en door leerlingen van het voortgezet onderwijs (2 oktober)
- Grote hutspotmaaltijd op Hooglandse Kerkgracht, vaak mede mogelijk  gemaakt door het 3 October Gilde (2 oktober. Sinds 1993)
- Grote Taptoe voor alle Leidse verenigingen (2 oktober, avond. Sinds 1928)
- Swingend naar 3 oktober, diverse optredens door artiesten, waaronder meestal Hermes House Band (2 oktober, avond)

### Op 3 oktober
- Reveille voor het stadhuis (07.00 uur. Sinds 1922)
- Uitreiking Haring en Wittebrood in de Waag (vanaf 07.30 uur. Sinds 1886)
- Koraalzang in het Van der Werfpark (08.00 uur. Sinds 1886)
- Bespeling carillon van het Stadhuis van Leiden (08.30 uur)
- Herdenkingsdienst in Pieterskerk (10:00 - 11:00 uur. Sinds 1574, vanaf 1886 georganiseerd door 3 October Vereeniging)
- 3 October Universiteit voor kinderen in het Van der Werfpark (vanaf 12:00 uur)
- Grote Optocht (vanaf 13.00 uur. Sinds 1886)
- Polsstokverspringen in het Van der Werfpark (vanaf 15:00 uur)
- Afsluitend vuurwerk bij de Zijlpoort (23.30 uur. Sinds 1886)

Verder wordt op 2 en 3 oktober een groot Lunapark en een warenmarkt gehouden in de binnenstad. Het Lunapark (kermis) wordt sinds 1886 door de 3 October Vereeniging georganiseerd. De warenmarkt wordt georganiseerd door de Gemeente Leiden, maar is als onverbrekelijk onderdeel van Leidens Ontzet ook opgenomen in de Feestwijzer, het programmaboekje van de Vereeniging.